# Cannabis sativa indica
Cannabis sativa indica es una especie putativa de cannabis, próximas a latitudes del Hemisferio Sur de la Tierra y actualmente expandida por todo el mundo.[cita requerida]

## Características

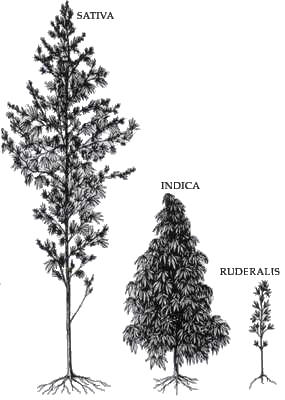
Tamaños relativos de las tres especies de cáñamo.

- Dichas variedades tienen la característica de ser una planta con un crecimiento muy rápido, más arbustadas, con una rápida floración, y más bajas que las plantas sativas (procedentes de latitudes septentrionales), además de ser más resistentes a los cambios bruscos del clima.[cita requerida]

- También se ha comprobado que por su mayor contenido en CBD (cannabidiol) son más adecuadas para el uso médico en tratamiento de enfermedades degenerativas, etc. y tienen un efecto más narcótico sobre el sujeto que la fuma.[1]

- Es la variedad de cannabis más resinosa, por lo que tradicionalmente se ha utilizado para la extracción de hachís.